# Cratis

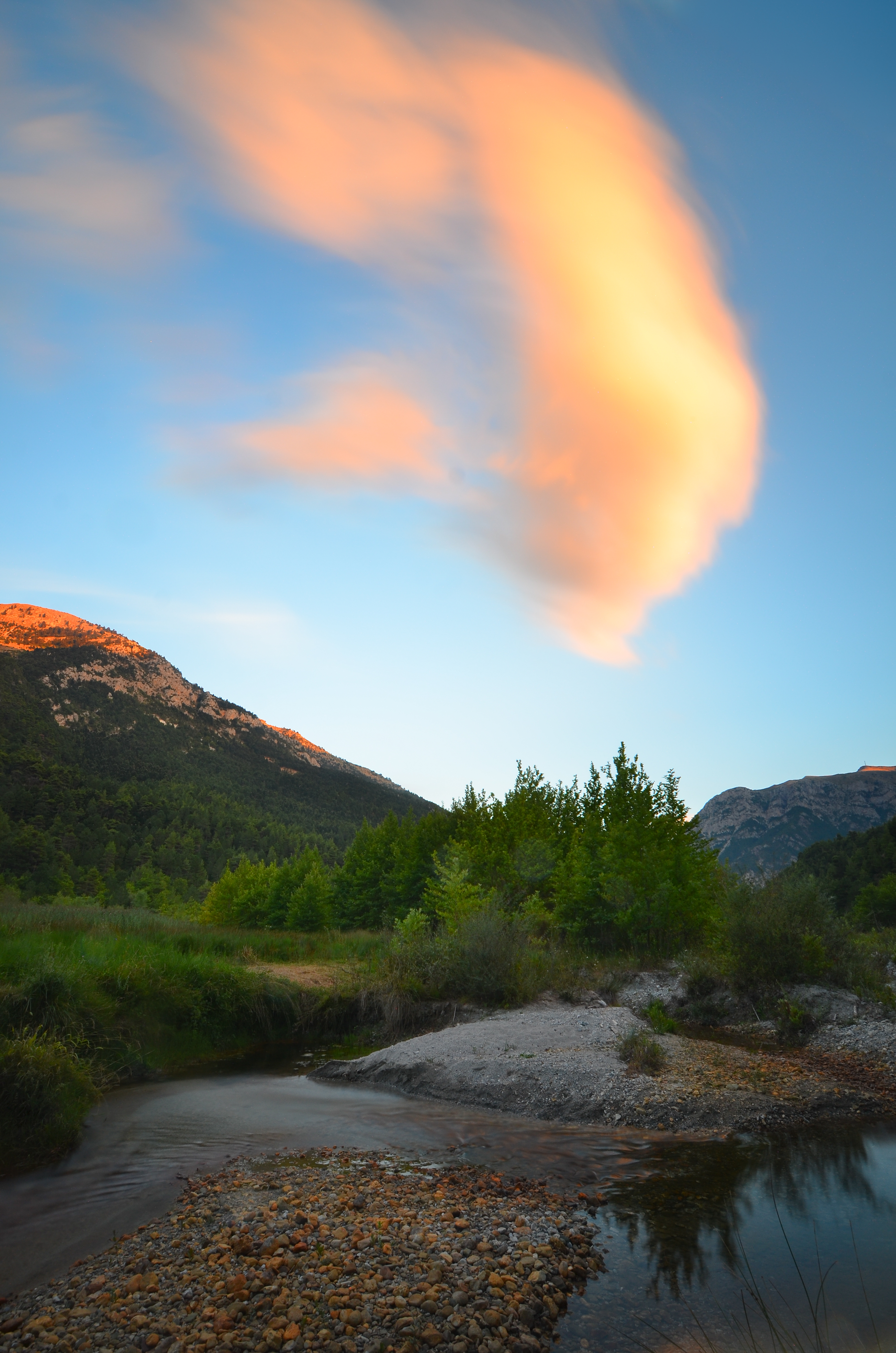
Riu Cratis, prop del llac Stivlos

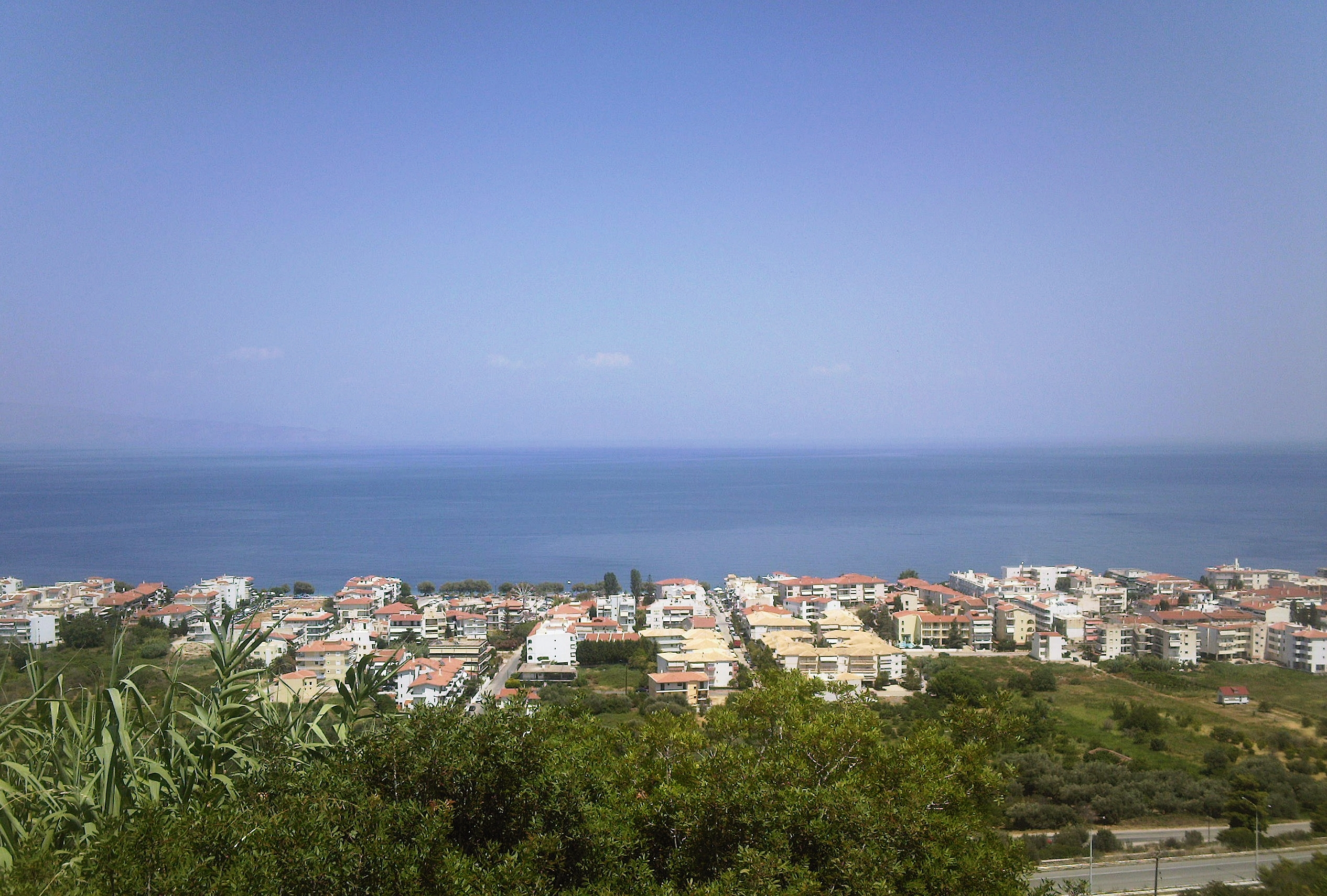
Platja d'Akrata, anomenada Krathio, on desemboca el riu Cratis

Cratis (grec: Κράθις) és un riu en la part oriental de l'Acaia, al nord del Peloponès. Transcorre per la unitat municipal d'Akrata, integrat en la municipalitat d'Egialea. Durant la francocràcia (latinocràcia), una petita localitat que es trobava a prop del riu Cratis s'anomenava ja Akrata (à Krath, grec: στον Κράθι).
El riu té una longitud d'uns 32,6 km. Neix a les muntanyes Khelmós (Χελμός) i té moltes fonts. Unes d'aquestes fonts són les conegudes ja de l'antiguitat com les Aigües d'Estix o Αigua Ιmmortal, on d'acord amb la tradició, Tetis va submergir Aquil·les per fer-lo invulnerable. Una segona font és la de Krionéri, al bosc de la veïna Zaroukhla. Els dos corrents principals del riu s'ajunten en la part alta de la localitat de Peristeras. Desemboca al Golf de Corint.